# 人民國家力量黨
人民國家力量黨，也译作民政力量黨，是在2018年由時任泰國軍政府中的部分平民閣員所創立的一個親軍方和主張保守主義的一個政黨。
2018年9月29日，時任總理巴育·占奥差的四名內閣成員，包括工業部長烏達瑪、商業部長頌提拉（也譯頌提叻）、科技部長素威、總理府部長科薩在當日舉行的人民國家力量黨建黨會議上宣布加入這一政黨的組建進程，烏達瑪在会议上當選黨首，頌提拉當選秘書長。該黨獲得了前任民選政府中的三位閣員支持，這三人分別為：素立亞（Suriya Jungrungreangkij）、頌沙（Somsak Thepsuthin）和時任副總理頌奇（Somkid Jatusripitak），三人都曾在塔克辛領導的泰愛泰黨執政時擔任政府要職，後來卻都投入了占奥差的麾下，該組合也因此被媒體稱為：「三友幫」（สามมิตร）。該黨也被批抨以直接或間接方式向为泰党成員進行利誘挖角。
巴育·占奥差雖然不是該黨成員，但該黨在2019年2月向泰國選舉委員會正式提名占奥差為該黨的總理候選人。

## 中文譯名
該黨在建黨會議開始，一直使用「Palang Pracharath Party」作为正式的英文名称，部分媒体使用「Power of People's State Party」，而在华语界则拥有多种译名，包括「人民国家力量党」「国家人民力量党」「国民力量党」「公民力量党」「巴差叻力量党」等。
在泰語中，「Palang」为“力量”之意，由于泰語修飾詞後置的关系，因此一定是翻译为「Pracharath力量党」，但各种译名对于「Pracharath」的意思有分歧。
從詞語本身來看，「Pracharath」由「Pracha」（人民、民眾）和「Rath」（政府、國家）兩個來源於梵文和巴利文的詞構成，在泰語中，這類詞組修飾詞不後置，即中心詞為「Rath」，「Pracha」修飾「Rath」，意思是「民眾，人民的國家，政府」。
事實上，「Pracharath」一詞來源於泰国国歌第二句「ประเทศไทยรวมเลือดเนื้อชาติเชื้อไทย เป็นประชารัฐ ไผทของไทยทุกส่วน」，含意即是「人民的國家」，與1932年泰國變為君主立憲制以前「君主的國家」相對。
在一次講話中，總理巴育·占奥差清晰地表明「Pracharath」来源于泰国国歌，並提及其含意即是「人民的國家」，但是他在講話中馬上又給這個詞組「Pracharath」賦予了新的含義，類似「人民和政府」之意，他用這個詞命名自己的政策，並將其含意詮釋為民眾、政府和私營企業共同合作改變泰國。
因此，含意的模糊性給翻譯這個詞組帶來了一定困難，導致這個政黨產生了多種譯名，但「人民國家力量黨」较為貼近原意，而「公民力量党」則較為不妥當，与原意不符。

## 建立
聯合創始人Suchart Jantarachotikul是一位退休的上校。

## 歷史
2019年，据泰国选举委员会2019年3月28日公布該屆眾議院選舉的非正式100%选票计票结果，人民国家力量党得票8433137票（正式公布為8,413,413票），得票最多。在全国350个选区中，人民国家力量党获得97席的议员席位。選後由該黨提名的巴育·占奥差成為總理。
2023年，加入為泰黨的政黨聯盟，成為執政聯盟的一員。2024年8月，時任總理賽塔·他威信被憲法法庭解除職務，由佩通坦·欽那瓦接任總理。由於人民國家力量黨黨魁普拉威兩次皆沒有投票支持為泰黨的總理候選人，因此為泰黨決議不再和人民國家力量黨結盟，人民國家力量黨被排除在新聯合政府外。
該黨在2024年時出現黨內紛爭，最終導致20名與黨魁巴威·翁素万意見相左的眾議員被開除黨籍。

## 選舉結果

### 國會選舉
| 選舉 | 赢得席位            | 总得票    | 得票率 | 选举结果 | 领袖        |
| ---- | ------------------- | --------- | ------ | --- | ----------- |
| 2019 | 116 / 500           | 8,433,137 | 23.73% | ▲17席，執政聯盟領導 （人民國家力量黨、民主黨、泰自豪黨、泰國家發展黨、行動聯盟黨、勇敢國家發展黨）                                                                                     | 巴育·占奥差 |
| 2023 | 40 / 500 → 20 / 500 | 537,625   | 1.42%  | ▼76席，聯合執政（2023年－2024年） （為泰黨、泰自豪黨、人民國家力量黨、統一泰國建國黨、泰國家發展黨、民族黨、為泰團結力量黨、勇敢國家發展黨、泰國團結自由黨、新社會力量黨、泰國鄉鎮黨） | 巴威·翁素万 |
| 2023 | 40 / 500 → 20 / 500 | 537,625   | 1.42%  | 反對黨（2024年－） | 巴威·翁素万 |